# Chionoecetes bairdi
Cua Bairdi hay cua Tanner (Danh pháp khoa học: Chionoecetes bairdi) là một loài cua trong họ Oregoniidae, cua Bairdi có liên quan chặt chẽ với loài cua Chionoecetes opilio, và có thể rất khó để phân biệt C. opilio với C. bairdi. Cả hai loài này đều được tìm thấy ở Biển Bering và được bán thương mại dưới cái tên "cua tuyết" (Chionoecetes). Cua Tanner đã bị đánh bắt quá mức và kết quả là các kiểm soát nghiêm ngặt.

## Đặc điểm
Cua Tanner được coi là một con đuôi ngắn hay "cua thực thụ". Chúng có những móng vuốt trên cặp chân trước. Chúng có thể sống được hơn một thập kỷ với hầu hết những con trưởng thành nặng từ 1 đến 4 cân Anh (0,45 đến 1,81 kg) vào thời điểm chúng trưởng thành, thường là sau khoảng năm năm. Con cái sẽ ấp trứng thụ tinh trong một năm trước khi nở trong mùa phát triển mùa xuân. Nói chung, chúng là những giống cua cỡ lớn và có giá trị kinh tế.
Ấu trùng đầu tiên có thể bơi được, nhưng mất khả năng này và chìm xuống đáy sau khoảng hai tháng. Chế độ ăn kiêng bao gồm các loài giáp xác đáy đại dương khác, trai và giun biển. Cá đáy và con người là những kẻ thù chính của chúng. Ít được biết về cơ cấu xã hội, ngoại trừ phần giới tính vẫn còn riêng biệt, ngoại trừ trong mùa giao phối. Cua Tanner dễ bị tổn thương bởi loài ký sinh trùng dinoflagellate, loài Hematodinium gây ra những bệnh trên cua.

## Thủy sản
Những người đánh cá thường bị bắt qua việc sử dụng những chiếc bẫy cua giống như những chiếc được sử dụng để bắt cua lớn hơn. Ngành đánh cá Biển Bering đã mở cửa vào năm 1961 và nhanh chóng trở thành ngành đánh bắt cá chính ở Bắc Thái Bình Dương, với sản lượng khai thác đạt tới 332.000.000 pounds (151.000.000 kg). Các quy định mới về nghề cá giới hạn việc đánh bắt và đảm bảo rằng một phần cua có sẵn cho cộng đồng địa phương Alaska. Trước khi thông qua Đạo luật Quản lý và Bảo vệ Ngư nghiệp Magnuson năm 1976 hầu hết các con cua thuộc eo biển Bering đã bị tàu đánh cá của Nhật và Liên Xô đánh bắt.
Do những vụ thu hoạch khổng lồ, số lượng cua đã giảm mạnh, chỉ còn 1.200.000 pao (540.000 kg) thu hoạch vào năm 1984. Nhận thức được nguy cơ đánh bắt quá mức đánh bắt cua Tanner đến khi chấm dứt, các nhà lập pháp và các nhà quản lý nghề cá đóng cửa ngành câu cá đánh bắt nêm hoàn toàn vào năm 1986 và 1987. Chính sách các điều chỉnh đã được thực hiện để hạn chế đánh bắt, nhưng đánh bắt đã được khép lại vào năm 1997 do một vụ thu hoạch rất nghèo năm 1996. Vào giữa những năm 2000, các nhà quản lý nghề cá đã giới thiệu "Chương trình hợp lý hóa cua" dựa trên các chương trình tương tự ở Bắc Đại Tây Dương và New Zealand. Chương trình giới thiệu định mức đánh bắt cá cá nhân dựa trên từng ngư dân đánh bắt cua trước đây và yêu cầu rằng một phần trăm sản phẩm khai thác được chào bán ở các khu vực bị đánh bắt. 